# Фагерхолм, Ардис
Ардис Хемезида Фагерхолм, также известна как Ардис (швед. Ardis Hemezida Fagerholm; род. 8 марта 1971) — шведская певица, активно выступавшая в период 1993—1998 годов, преимущественно в жанре евродэнс.

## Биография
В тринадцатилетнем возрасте Ардис переехала с вест-индского острова Доминика и поселилась в Швеции. Выросшая на мотаунской музыке и под евангелистским влиянием американской музыки, Ардис начала сочинять песни и писать слова к ним.
В 1991 году американский певец и аранжировщик Джон Бергер объединился с Ардис для записи их первого демоальбома.
В 1992 году подписание контракта с лейблом Stockholm Records дало толчок дальнейшему развитию музыкальной карьеры Ардис. Результатом сотрудничества с продюсером Андерсом Хэнссеном стал выход в 1994 году дебютного альбома «Love Addict». Шведская аудитория впервые познакомилась с Ардис после выхода её версии классической композиции Ain't Nobody's Business. Тем не менее, большим прорывом Ардис стала песня «Shotgun», которая была выбрана саундтреком и главной темой фильма «Vendetta». Композиция «Shotgun» стала вторым хитом Ардис и её прорывом в чартах.
Альбом «Love Addict» вышел в конце 1994 года. Все песни с альбома были написаны Ардис, за исключением композиции «Ain't Nobody's Business». Альбом получил статус «золотого» и вскоре после его выхода Ардис была номинирована на Grammis, шведский эквивалент премии Грэмми. Концертный тур певицы начался в конце 1994 и продолжался в 1995 году. Обширные гастроли дали аудитории возможность познакомиться со сценическим образом Ардис, личность которой привлекла большое внимание шведских СМИ. Её яркие, живые выступления и тихий образ жизни подогревали дальнейший интерес и таинственность, окружавшие Ардис.
В сентябре 1996 Ардис выпустила сингл «Dirty», взятый с альбома «Woman», который вышел в октябре. Каждая песня с альбома «Woman» в титрах подписана Ардис. Продюсерскую часть работы для «Love Addict» выполнил Андерс Хэнссон. Тем не менее, для альбома «Woman» было привлечено не менее четверых продюсеров. Об этом альбоме Ардис говорила: «Песни более разнообразны и имеют связь.»
В 1998 году Ардис выпустила сингл «No Man's Land», ставший саундтреком к фильму «Гамильтон» того же года. После выхода этого трека, певица отказалась появляться на публике и выступила лишь в качестве приглашённого вокалиста с коллективом The Real Group на мероприятии Commonly Unique в 2000 и для записи альбома «En Plats I Skogen» Merit Hemmingsons в 2002 году.

## Дискография
- 1994: Love Addict
- 1996: Woman